# Langen bei Bregenz
Langen bei Bregenz è un comune austriaco di 1 348 abitanti nel distretto di Bregenz, nel Vorarlberg.